# Hiromasa Suguri
Hiromasa Suguri (jap. 村主 博正 Suguri Hiromasa; ur. 29 lipca 1976) – japoński piłkarz występujący na pozycji obrońcy.

## Kariera klubowa
Od 1995 do 2007 roku występował w klubach Honda, Consadole Sapporo, Verdy Kawasaki, Omiya Ardija, Sagan Tosu i Avispa Fukuoka.